# Thomas Martyn
Thomas Martyn  (23 de setembro de 1763 — 3 de junho de 1825) foi um naturalista britânico.
Sucedeu seu pai,  John Martyn (1699-1768), na cátedra de botânica da Universidade de Cambridge. Tornou-se membro da Fellow of the Royal Society em 1786.

## Lista parcial de publicações

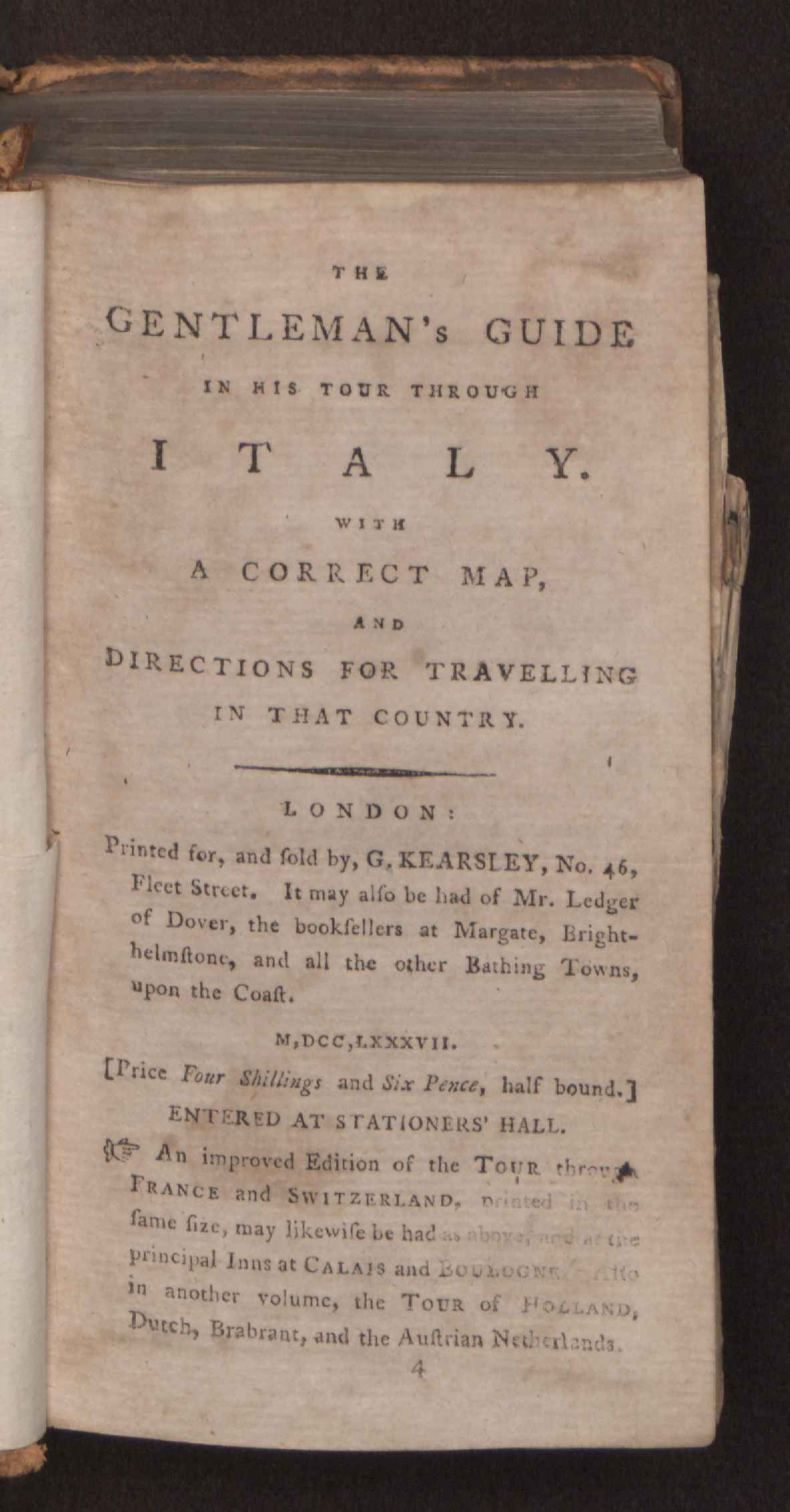
Gentleman's guide in his tour through Italy, 1787

- Plantæ Cantabrigienses, or a catalogue of the plants which grow wild in the County of Cambridge, disposed according to the system of Linnæus. Herbationes Cantabrigienses, or directions to the places where they may be found, comprehended in 13 botanical excursions. To which are added, lists of the more rare plants growing in many parts of England and Wales (Londres, 1763).
- Martyn assina o texto, Frederick Polydore Nodder (v. 1770- v. 1800), as ilustrações de Thirty-eight plates with explanations; intended to illustrate Linnæus’s system of Vegetables and adapted to the Letters by J. J. Rousseau, on the Elements of botany (Longman, Hurst, Rees, Orme, & Browne, etc., Londres, 1794, reeditada em 1817).
- Flora rustica: exhibiting accurate figures of such plants as are either useful or injurious in husbandry (com 141 ilustrações desenhadas e gravadas por  Frederick Polydore Nodder, J. Harding, Londres, 1792-1794, reeditada em  1810).
- The language of botany: being a dictionary of the terms made use of in that science, principally by Linneus: with familiar explanations, and an attempt to establish significant English terms ... ( primeira edição, Londres, 1793, segunda edição, Londres, 1796, terceira edição , John White, Londres, 1807).
- Psyche. Figures of Nondescript Lepidopterous Insects... from different parts of the world — Figures des Insectes Lépidoptères, etc. (Londres, 1797).
- English Entomologist, exhibiting all the coleopterous insects found in England (Londres, 1792).
- A short account of the ... private establishment instituted for the purpose of instructing youth in the art of illustrating and painting subjects in natural history. Exposé succinct, etc. (Londres, 1789).